# 우즈베키스탄 육군
우즈베키스탄 육군(우즈베크어: O'zbekiston quruqlik qo'shinlari)은 우즈베키스탄군의 육상 구성군이다. 1991년 소련의 붕괴 이후 운용된 육군은 우즈베키스탄 영토에 있던 구 소련군 부대로 구성되어 있다. 2006년 기준 약 4만 명의 현역 인력을 보유하고 있다. 사용하는 장비의 상당 부분도 구 소련 소재이며, 우즈베키스탄 정부는 이를 현대 장비로 대체하기 위해 큰 노력을 기울이지 않았다.

## 역사
군대는 1992년에 창설되었고, 육군과 함께 공군과 방공군, 국가방위군, 국경수비대가 창설되었다. 우즈베키스탄의 대통령인 이슬람 카리모프는 새롭게 창설된 육군의 계급을 채우기 위해 소련군에 있는 토착 우즈베크인들을 우즈베키스탄으로 다시 부르기 시작했지만, 많은 이들이 돌아오기를 거부하고 시민권을 포기했다. 입대한 인원들은 주로 우즈베크인 반면, 러시아인들이 장교단의 대다수를 차지했다.
이후 우즈베키스탄은 중앙아시아 국가 중 유일하게 러시아 연방 시민들의 군 복무를 허용하지 않는 국가가 되었고, 슬라브계 장교들을 우즈벡 민족으로 대체하기 시작했다. 독립 당시 슬라브계 장교들이 군대의 지휘권을 구성하고 있었기 때문에 우즈베크인들에게 더 높은 지위를 주고 슬라브계 사람들에게 더 낮은 지위를 주려는 노력을 기울였다. 우즈베키스탄에 머물던 슬라브인들은 우즈벡 여권을 받아들였다.
세 개의 주요 소련 군사 학교인 타슈켄트 고등 전군 지휘 학교, 치르치크 고등 전차 지휘 및 공병 학교, 사마르칸트 고등 군사 자동차 지휘 학교가 우즈베키스탄에 위치해 있었다. 이것은 정부가 우즈베키스탄 장교들을 훈련을 위해 러시아에 보내지 않게 했다. 1994년, 그들은 모든 지부의 장교들을 훈련시키기 위해 합동 국군 사관학교를 설립했다. 우즈베크어가 군대에 의해 사용이 증가하고 있었지만, 대부분의 매뉴얼이 러시아어로 되어 있었고 중앙아시아 투르크어가 적절한 군사 어휘를 가지고 있지 않았기 때문에 러시아어는 장교 훈련에서 사용되는 주요 언어로 남아 있었다.
1997년, 미국의 CENTRASBAT 프로그램은 그 나라에 주둔할 우즈베키스탄과 미군 사이의 훈련에 자금을 대주기 위해 500만 달러 이상을 지불했다. 나중에 1998년, 한 미국 장군은 훈련에 참가한 부대가 있는 우즈베키스탄 기지에 다녔다. 누가 그것에 참가했는지에 대한 자랑을 부탁한 후, 단지 두 명만이 그들을 길렀다. 대부분의 우즈베키스탄 군인들은 그들의 의무적인 징병제가 끝나면 그 복무를 떠난다. 미군은 이것이 키르기스스탄과 카자흐스탄에서도 그러하다는 것을 알았다. 군대는 지휘, 복무, 그리고 장비 면에서 소련과 비슷하게 운영되었다. 고위 지휘관들은 결정의 자유를 거의 허용하지 않는 엄격한 명령을 내렸다.
2003년 국방부는 징병제 기간이 18개월에서 12개월로 낮아졌고, 장교 학교에 다닌 사람들은 9개월만 복무하면 되었다고 발표했다. 그것은 더 높은 계급의 사람들이 더 오래 복무하도록 장려했다. 데도브시나가 널리 퍼졌기 때문에, 많은 젊은 우즈베키스탄인들은 징집 공무원들에게 그들을 징집하지 않기 위해 뇌물을 주었다.

## 조직

### 구역
육군에는 5개의 군관구, 누쿠스의 북서부, 카르시의 남서부 특별 군관구, 지자흐의 중앙 군관구, 페르가나의 동부 군관구가 있다. 2001년에 타슈켄트 수비대는 타슈켄트 군관구로 변경되었다.